# Trilogía
Una trilogía es un conjunto de tres  obras artísticas reales o ficticias (novelas, películas, historietas, videojuegos, etc.) que forman una unidad con base en algún elemento de su contenido: continuidad argumental, coincidencia del protagonista, etc.
Es un término de origen griego (τριλογία, de tres-logos: "tres discursos" o "tres textos") con el que se designaba en la Grecia clásica el conjunto de tres tragedias presentadas a concurso por cada uno de los autores que competían por conseguir el premio en los certámenes que se celebraban en las fiestas en honor de Dionisio. Cada concursante presentaba, además, un drama satírico, de donde, a su vez, procede el término «tetralogía».

## En las telenovelas
- Trilogía de las Marías (María Mercedes, Marimar y María la del barrio)[3]

## En la música
- Trionfi (Carmina Burana, Catulli Carmina y Triunfo de Afrodita de Carl Orff)
- The Unforgiven (trilogía) (The Unforgiven del álbum Metallica, The Unforgiven II del álbum ReLoad, The Unforgiven III del álbum Death Magnetic)[4]